# カーロイ1世 (ハンガリー王)
カーロイ1世（I. Károly）またはカーロイ・ローベルト（Károly Róbert, 1288年 - 1342年7月16日）は、ハンガリー国王（在位：1308年 - 1342年）。アンジュー＝シチリア家出身で、父はナポリ王子カルロ・マルテッロ。ナポリ国王カルロ2世の孫に当たる。イタリア名はカルロ・ロベルト・ダンジョ（Carlo Roberto d'Angiò）。

## 事跡

### 即位まで
父カルロ・マルテッロはアールパード朝のハンガリー王イシュトヴァーン5世の娘マーリアを母としており、マーリアの弟ラースロー4世が1290年に暗殺された際には自身の王位継承を主張してアンドラーシュ3世の即位を認めず、教皇ニコラウス4世の承認も受けて名目上のハンガリー王を称していたが、アンドラーシュに先立って1295年に早世した。
カーロイ・ローベルトもまた父と同じく教皇ボニファティウス8世の承認の下に王位継承権を主張し、クロアチア国王に選出されると、1300年にザグレブで戴冠した。1300年8月、ナポリからダルマチアへ渡り、1301年にアンドラーシュ3世が死去するとエステルゴムでハンガリー王即位を宣言した。しかし同年、ボヘミア・ポーランド国王ヴァーツラフ2世に敗れ、ハンガリー王位をその息子ヴァーツラフ3世に奪われた。ボニファティウス8世はカーロイ1世の敗退を懸念し、また1304年にブラチスラヴァの議会もカーロイ1世の支持を表明した。
一方、ヴァーツラフ3世は1305年に父王の死によりボヘミアとポーランドの王位を継ぐが、ハンガリー王位は放棄し、代わって下バイエルン公オットー3世が王位に就いた。カーロイ1世は1309年6月15日、ブダにてハンガリー王に即位したが、正規の王冠による戴冠でなかったため、正式に即位は認められなかった。敵対する貴族から正規の王冠を奪還し、ようやく1310年8月27日にセーケシュフェヘールヴァールにて戴冠、正式にハンガリー国王となった。その後3年余り、カーロイ1世は反乱軍との戦いに明け暮れ、1312年6月15日にロザノヴツで大勝利を収め、ようやく全土を平定した。

### 治世

ハンガリー国王カーロイ1世の紋章

カーロイ1世は断固とした統治を行い、体制回復に努めた。議会は一応召集されていたが定期的なものではなく、実質的に政策は王族による会議で決められた。貴族の権限を抑えるため、少数の上流貴族に他の貴族の権限を抑えさせ、問題があれば宮廷で解決を図った。
カーロイ1世は様々な政治的、経済的な改革を行った。その一つが褒賞制度である。忠実に王に仕えた家来に対して、ハンガリー語でベクスと呼ばれる官職が与えられた。王国で大きな力を持つ近衛兵のような伯爵は複数の所領を与えられることもあった。彼らは王家の所有物（城など）を管理し、王の代理も務めた。こういった貴族たちは管理を自分たちの家族や家臣に任せた。褒賞制度は次第に効果を上げ、普通の貴族は2つか3つの城しか所有しないが（ラクビク家のような有力貴族は7つ）、高い褒賞を受けて10から20もの城を持つ者も現れた。これらの官職は恒久的に与えられるものではなく、王はいつでも貴族からこれらの特典を取り上げることもできた。最も高い褒賞は上流貴族たちだけに与えられた。
カーロイ1世は純度の高い金貨を常に発行し、インフレーションを抑えた。またコルモクバニャに新しく造幣工場を建設して作らせた銀貨は、すぐにヨーロッパ全土で通貨として使用されるようになった。通貨制度と財政制度の改革で商人と国庫は豊かになり、財政の安定によって街は成長し、犯罪が減った。カーロイは貿易を奨励し、それによって得られた税を軍事費に充てて領土を広げ、ハンガリーをヨーロッパの大国に押し上げた。カーロイの偉業は息子のラヨシュ1世により引き継がれる。
カーロイ1世の外交戦略は主に他国との同盟にあった。ハプスブルク家に対抗するため、1335年にトレンチェンにてカジミェシュ3世ヴィエルキの率いるポーランドおよびヨハン・フォン・ルクセンブルク率いるボヘミアの争いを仲裁すると同時に同盟を結び、同年10月からヴィシェグラードにおいて2ヶ月に及ぶ友好的な会合を行った。この会合は中央ヨーロッパの王子たちが宴を楽しむだけでは終わらなかった。この会合後、ハンガリーとポーランドの連合軍は、神聖ローマ皇帝ルートヴィヒ4世と同盟を結ぶオーストリア公アルブレヒト2世を攻撃、1337年にこの戦いはカーロイ1世の勝利に終わった。
カーロイ1世は長男ラヨシュ1世の下でハンガリーとナポリの両王国を統一することを望んだが、その野望はハンガリーがアドリア海沿岸の大国にのし上がることを恐れたナポリ側と教皇ベネディクトゥス12世により打ち砕かれた。しかし同盟国ポーランドの王でラヨシュの母方の叔父であるカジミェシュ3世に世継ぎがなかったことから、1339年にラヨシュがポーランドの王位を継ぐことが決まった。その後、ラヨシュの弟アンドラーシュがナポリ国王ロベルトの孫ジョヴァンナと結婚し、ナポリ王位に就くことになったが、カーロイ1世の死後にこの取り決めは無視され、1343年にジョヴァンナが単独で女王に即位した。アンドラーシュはジョヴァンナの王配の地位にとどめられた上、1345年に殺害された。

### 南部の荒廃

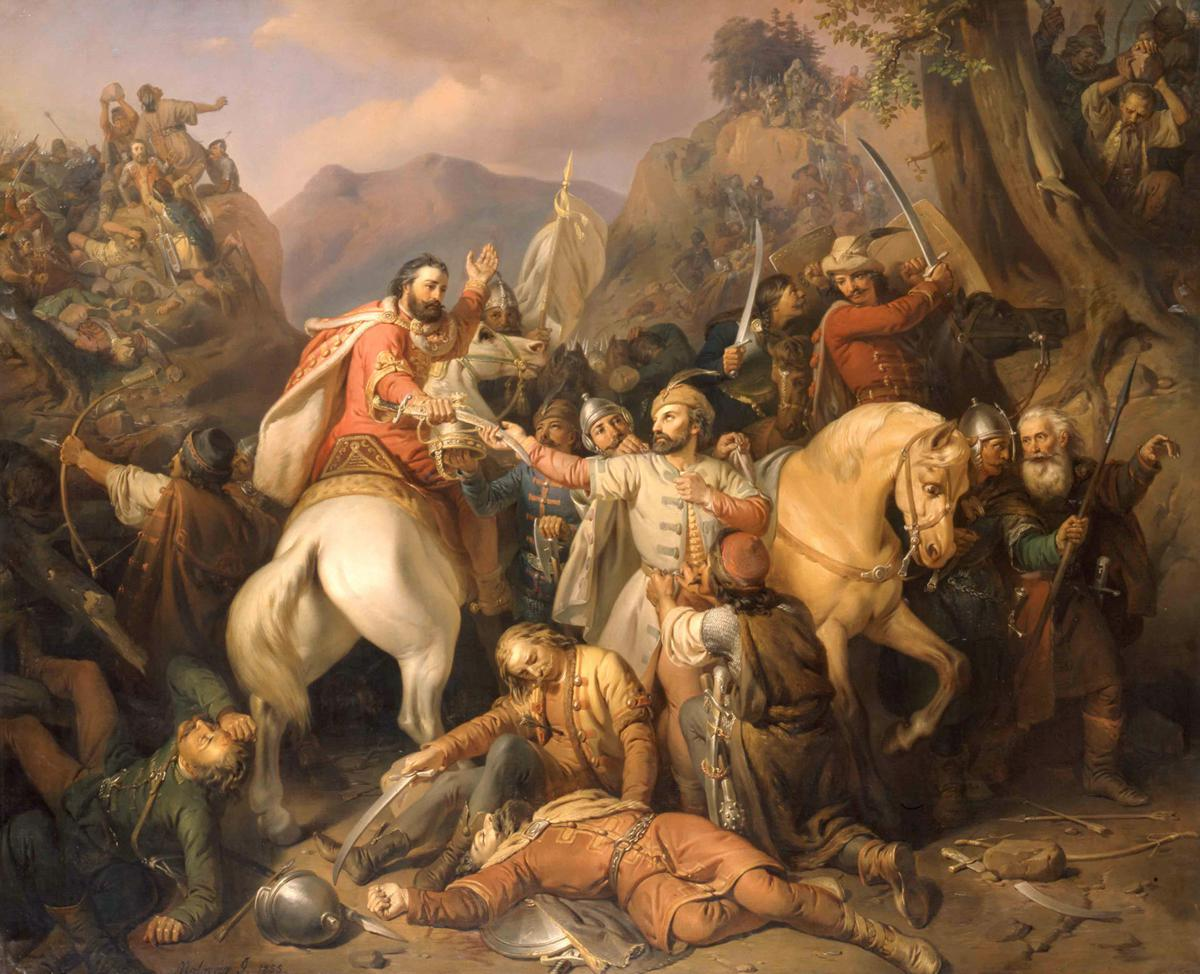
ポサダの戦いから逃れるカーロイ1世

アールパード家の王たちは次第に南部を制圧することに成功し、小ワラキア（現在のルーマニア南部）と現在のブルガリア、セルビア、ボスニア北部を植民地として手中に収めていた。カーロイはこの地の民衆を改宗させ、領土を再編した。
カーロイ1世は領土拡大に尽力したが、古い植民地は半独立状態となってしまい、ハンガリーの属国としての統治に反発するようになった。これらの地域は主に正教だったが、カトリックへの改宗を強要したことにより反発を引き起こした。セルビアの正教会派、ブルガリアの権力者、ワラキアの人々はこういった反発に加わった。
1320年以前まで西部ワラキア（オルテニア）は、ハンガリーにより植民地の一部とされていた。ワラキアの支配者バサラブ1世が反旗をひるがえすと、カーロイ1世は軍を率いてワラキアに向かい、軍備の貧弱なボサラブ軍を破った。しかし1330年11月9日、ハンガリー軍は帰還途中、山岳地帯で道に迷ってしまった。やむなくワラキア軍とハンガリー軍は平和協定を結び、バサラブが道案内をした。しかしそれはポサダでハンガリー軍を待ち伏せ攻撃するための罠だった。ポサダの戦いでカーロイ1世は、騎士の1人と服を交換して辛うじて逃げ延びることができたが、ワラキアの独立を認める結果となった。
カーロイの気づかぬ間に、オスマン朝はオスマン1世とオルハンの下で小アジアを獲得、さらにヨーロッパ南東部を侵略して領土拡大を画策した。当時ヨーロッパ南東部は、防衛連合を組むより体制維持のために躍起になっており、オスマン朝の台頭を許すことになった。
カーロイ1世は1342年7月16日に死去し、遺体はアールパード家の墓地セーケシュフェヘールヴァールの祭壇に葬られた。

## 家族
カーロイは3度結婚している。最初の妻はビトム公カジミェシュの娘マリアで、1306年に結婚した。マリアは1317年に死去した。2人は1女をもうけた。
- カタリン（1355年ごろ死去） - シフィドニツァ公ヘンリク2世と結婚した。
- エルジェーベト（1367年8月19日以前に没）

1318年6月24日、神聖ローマ皇帝ハインリヒ7世の娘でボヘミアのヨハン盲目王の妹ベアトリクスと結婚したが、1319年10月11日に産褥で母子ともども死去した。
1320年6月6日、ポーランド国王ヴワディスワフ1世の娘エルジュビェタと結婚、5人の子をもうけた。
- カーロイ（1321年）
- ラースロー（1324年 - 1329年）
- ラヨシュ1世（1326年 - 1382年）　ハンガリー国王、ポーランド国王
- アンドラーシュ（1327年 - 1345年）　カラブリア公
- イシュトヴァーン（1332年 - 1354年）　スラヴォニア公